# Jamal Woolard
Jamal Woolard, noto anche con lo pseudonimo di Gravy (New York, 8 luglio 1975), è un attore e rapper statunitense.

## Biografia
Woolard divenne noto al grande pubblico per l'interpretazione del defunto rapper The Notorious B.I.G. nel film Notorious B.I.G. nel 2009. Alto 1,90 m, per interpretare il ruolo del rapper di Brooklyn, dovette aggiungere 20 kg (circa 50 libbre) al suo peso normale.
Nel 2006, durante un'intervista con Funkmaster Flex alla radio Hot 97, venne colpito da un proiettile alle natiche. La radio decise così di eliminare la sua musica dai palinsesti, dato il regolamento interno che impediva di far ascoltare la musica di artisti che avessero avuto alterchi all'interno o nei pressi della radio.
Il 16 gennaio 2009, poco prima dell'anteprima di Notorious a Greensboro, Carolina del Nord, vennero esplosi alcuni colpi di pistola contro di lui verso le 21:00, causandone il ricovero presso l'ospedale locale.
Nel 2017 ha interpretato per la seconda volta Biggie nel film biografico All Eyez on Me, incentrato sulla vita del rapper Tupac Shakur.

## Filmografia
- Notorious B.I.G. (Notorious), regia di George Tillman Jr. (2009)
- La bottega del barbiere 3 (Barbershop: The Next Cut), regia di Malcolm D. Lee (2016)
- All Eyez on Me, regia di Benny Boom (2017)